# Puls limit: Jeder Herzschlag zählt
Puls limit: Jeder Herzschlag zählt war eine einstündige Quizshow des deutschen Privatsenders VOX aus dem Jahr 2003.
Sie war die erste für die Primetime eigenproduzierte Show von VOX.

## Spielablauf
Jeder Kandidat nahm in einem Stuhl  platz der in einen Ring mit Feuer drumherum hochgefahren wurde, der Moderator stand auf einer Tribüne. Jeder Kandidat musste maximal sieben Fragen mit je vier Antwortmöglichkeiten beantworten und sollte dabei besser nicht nervös werden. Während des Spiels war er an einen Pulsmesser angeschlossen, das der Zuschauer am Bildschirm, sowie Moderator, Publikum und der Kandidat selber sehen konnten. Wenn der Herzschlag des Kandidaten eine vorher anhand des Ruhepulses festgelegte Frequenz überschritt, durfte er nicht antworten. Für jede Sekunde über dem Pulslimit wurde ihm ein bestimmter Betrag vom Spielkonto abgezogen. Das Pulslimit wurde immer weiter herabgesetzt, der Kandidat dadurch bedingt oft immer aufgeregter. Wenn das Konto auf 0 sank, ohne dass er eine gestellte Frage beantworten konnte, war das erspielte Geld verloren. Ein Joker stand dem Kandidaten zur Verfügung der dem Herzen eine 20-sekündige Pause erlaubte, zudem gab es in jeden Spiel zwei Bonusrunden, in denen sich der Kandidat pro richtiger Antwort 100 Euro verdienen oder jeweils einen Herzschlag für sein Puls limit gutschreiben lassen konnte.
Gewinnstufen
200 Euro waren dem Kandidaten schon beim Spielbeginn sicher. Dann ging es in den Schritten 300 – 500 – 1.000 – 2.000 – 3.000 – 6.000 und schließlich 10.000 Euro weiter. Einmal im Spiel konnte der Kandidat sein bis dahin erkämpftes Geld sichern lassen.

## Hintergrund
Erstausstrahlung der Show war am 22. April 2003. Nachfolgend wurde sie acht Mal dienstags ab 20:15 ausgestrahlt. Ab dem 10. Juni 2003 setzte VOX die Quizshow wegen schlechter Einschaltquoten nicht mehr fort. Puls limit wurde von Peer Kusmagk moderiert. Vorbild der Sendung war die amerikanisch-neuseeländische Gameshow The Chair, moderiert von Ex Tennistar John McEnroe, was allerdings umstritten war, Die US-TV-Sender Fox und Abc stritten darüber, ob nicht die Gameshow The Chamber (Gameshow) die im Januar 2002 nur wenige Tage vor The Chair im US-Fernsehen Premiere hatte, das Original war, und die Macher von The Chair die Vorbereitungen zu The Chamber ausspioniert hatten. Das Format von The Chair wurde weltweit von 18 verschiedenen Ländern in den entsprechenden Sprachen adaptiert, jedoch in vielen Ländern noch im selben Jahr wieder aus dem Programm genommen. In Malaysia wurde das Format von 2002 bis 2005, und somit länger als in jedem anderen Land, ausgestrahlt. In Österreich war The Chair – Nimm Platz in der Hölle der Titel des Formats und wurde ab Juni 2003 auf ATV (Austria) gesendet. Wie die deutsche Version Puls Limit wurde auch das österreichische The Chair in den damaligen CBC-Fernsehstudios in Köln produziert.
Puls limit war die erste Prime-Time-Show, die der Fernsehsender VOX selbst produzierte. Nach dem Aus aufgrund der schlechten Quoten dauerte es fünf Jahre, bis VOX mit der Adaption von Power of 10 mit Dirk Bach als Moderator wieder eine Gameshow lancierte, die jedoch ebenfalls floppte. Unter dem Titel Die! Herz! Schlag! Show! wurde 2020 ein ähnliches Format auf ProSieben ausgestrahlt.